# Gnome-panel
gnome-panel é altamente configurável seu lançador e barra de tarefas para o GNOME. Constitui uma parte fundamental do padrão desktop GNOME.

## Aparência
Por padrão, o GNOME contém dois painéis (um na parte superior e outro na parte inferior), cuja largura expande-se à da tela.
O painel superior contém menus de navegação rotulados "Aplicações", "Locais" e "Sistema". Estes menus contêm ligações para aplicativos de uso comum, locais do sistema de arquivos, e aplicativos para configuração de preferências e de administração. O painel superior contém normalmente um relógio/calendário e uma notificação área, que possa dobrar como uma espécie de dock, também.
O painel inferior é comumente vazias por opção (com exceção de um conjunto de botões para navegar entre desktops e um botão para minimizar todas as janelas e mostrar a área de trabalho), devido à sua utilização na navegação entre janelas (janelas minimizar painel ao fundo, por padrão).

## Personalização
Estes painéis podem ser preenchidos com outros totalmente personalizáveis menus e botões, incluindo os novos menus, caixas de pesquisa e os ícones, em especial com os ícones (denominados lançadores) exercem funções semelhantes a quick-launch recurso encontrado no Microsoft Windows taskbar.
Outras aplicações também podem ser anexadas ao painéis, e os painéis são altamente reconfiguráveis: tudo sobre estes painéis podem ser movidos, removidos, ou configurada de outras formas. Por exemplo, uma migração do Microsoft Windows utilizador pode mover os menus geralmente posicionado no painel superior em um menu "Iniciar" no painel do fundo, bem como área de notificação que se deslocam para o local normalmente posicionados pela área notificação do Windows, em seguida, retire o topo painel completo, para interagir com o GNOME painel à semelhança do MS taskbar.